# Francis Rawdon Chesney

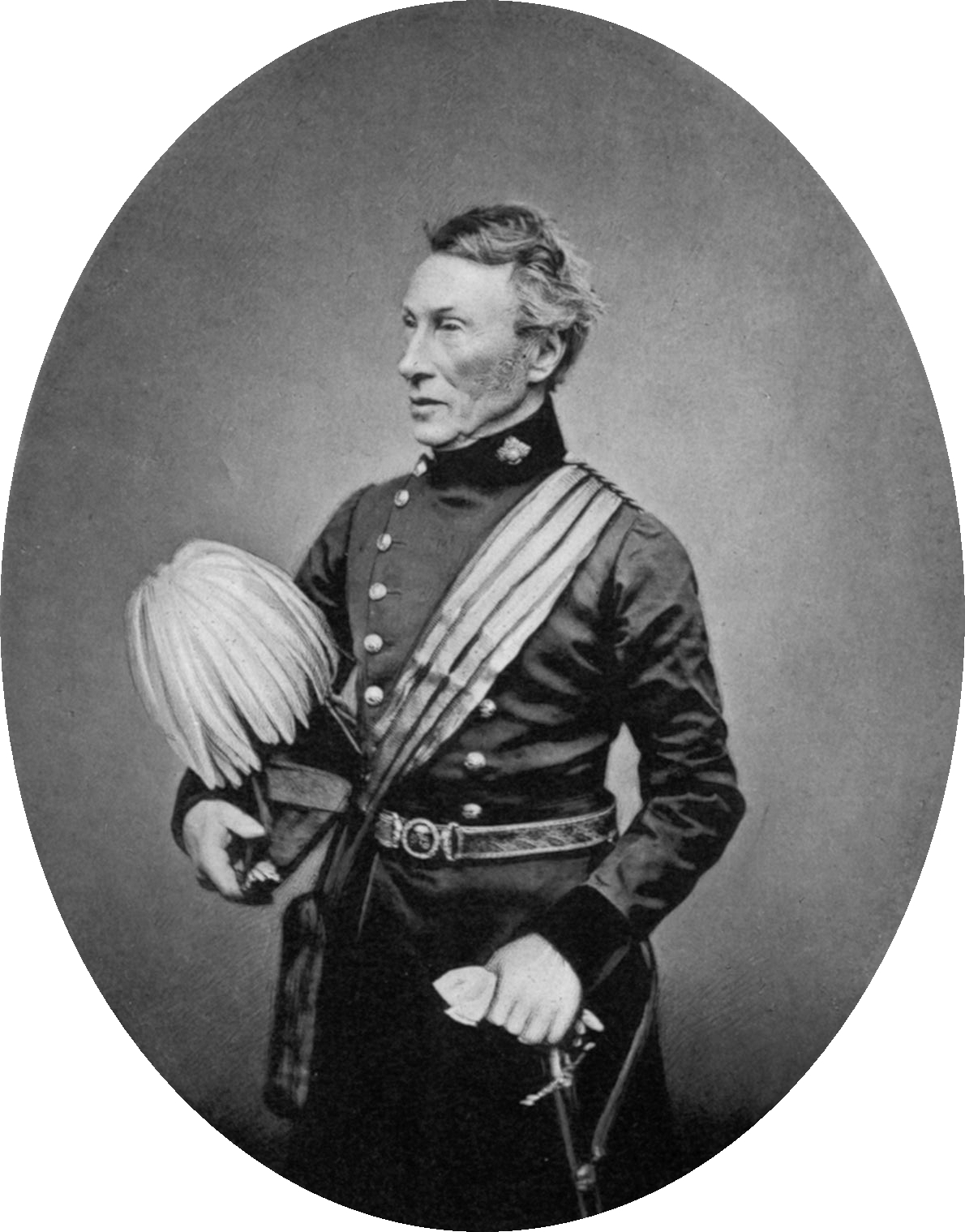
Francis Rawdon Chesney

Francis Rawdon Chesney (* 16. März 1789 in Annalong in Nordirland; † 30. Januar 1872 in Newry and Mourne) war ein britischer General und Forschungsreisender.

## Leben und Wirken
Francis Rawdon Chesney war ein Pionier der Überlandroute von Europa nach Indien.
1815 wurde er nach seiner Ausbildung auf der Militärakademie in Woolwich, zum Captain der Artillerie ernannt, und diente darauf einige Zeit in Gibraltar. 1829 besuchte er die Schlachtfelder des gerade beendeten von Frankreich, Großbritannien und Russland unterstützten Griechischen Unabhängigkeitskrieges gegen die Türken. Diese Reise veranlasste ihn 1854 sein bedeutsames Geschichtswerk The Russo-Turkish campaigns of 1828 and 1829 zu veröffentlichten.
Von der Türkei aus begab sich Chesney nach Kleinasien und Ägypten, um das Problem einer direkten Dampfschiffsverbindung mit Indien zu lösen, und reichte am 20. Oktober 1830 bei der britischen Regierung einen Bericht ein, worin er das Durchstechen der Landenge von Suez befürwortete. Dieser Bericht blieb unbeachtet und wurde erst, als der Bau des Suezkanals  von Ferdinand de Lesseps schon im Entstehen war, von einem Londoner Journalisten ans Licht gebracht.
Chesney setzte seine Forschungsreise durch die Wüsten Arabiens und Palästinas fort, erreichte den Euphrat bei Anah, im heutigen Irak, und fuhr den Strom auf einem selbsterbauten Floß hinab bis zum Persischen Golf, wo er im Januar 1831 ankam. Über diese Reise erstattete Chesney dem Ministerium 1833 Bericht, worauf ihm die Leitung einer Expedition übertragen wurde, welche 1835 mitten durch Arabien hindurch bis an den Euphrat und den Indischen Ozean vordrang und die Ausführbarkeit einer Postverbindung mit Indien über Euphrat und Tigris feststellte.
Chesney war 1855 zum Generalmajor ernannt worden, 1860 wurde er Generalleutnant, 1866 General. Er starb 1872 auf seinem Landsitz in Irland.
Er war der Onkel von Charles Cornwallis Chesney und George Tomkyns Chesney.

## Schriften
- The expedition for the survey of the rivers Euphrates and Tigris, carried on by order of the British Government, in the years 1835, 1836, and 1837. 2 Bände[1]. Longman, Brown, Green, and Longmans, London 1850, (Digitalisate: Bd. 1, Bd. 2).
- Observations on the past and present state of fire-Arms, and on the probable effects in war of the new musket. Longman, Brown, Green, and Longmans, London 1852, (Digitalisat).
- The Russo-Turkish campaigns of 1828 and 1829. Smith, Elder & Co., London 1854, (Digitalisat).
- Narrative of the Euphrates expedition carried by order of the British government. During the years 1835, 1836, and 1837. Longmans, Green, and Co., London 1868, (Digitalisat).